# Daniel Conceição Silva
Daniel Conceição Silva (nacido el 10 de octubre de 1970) es un exfutbolista brasileño que se desempeñaba como centrocampista.
Jugó para clubes como el Kyoto Purple Sanga y Vissel Kobe.

## Trayectoria

### Clubes
| Club               | País  | Año         |
| ------------------ | ----- | ----------- |
| Kyoto Purple Sanga | Japón | 1997        |
| Vissel Kobe        | Japón | 2001 - 2002 |

## Estadística de carrera

### J. League
| Club               | Año   | J. League | J. League | Copa J. League | Copa J. League | Total | Total |
| Club               | Año   | Part.     | Goles     | Part.          | Goles          | Part. | Goles |
| ------------------ | ----- | --------- | --------- | -------------- | -------------- | ----- | ----- |
| Kyoto Purple Sanga | 1997  | 24        | 7         | 0              | 0              | 24    | 7     |
| Vissel Kobe        | 2001  | 29        | 7         | 3              | 1              | 32    | 8     |
| Vissel Kobe        | 2002  | 11        | 1         | 5              | 1              | 16    | 2     |
| Total              | Total | 64        | 15        | 8              | 2              | 72    | 17    |